# 슈테판 안드레스

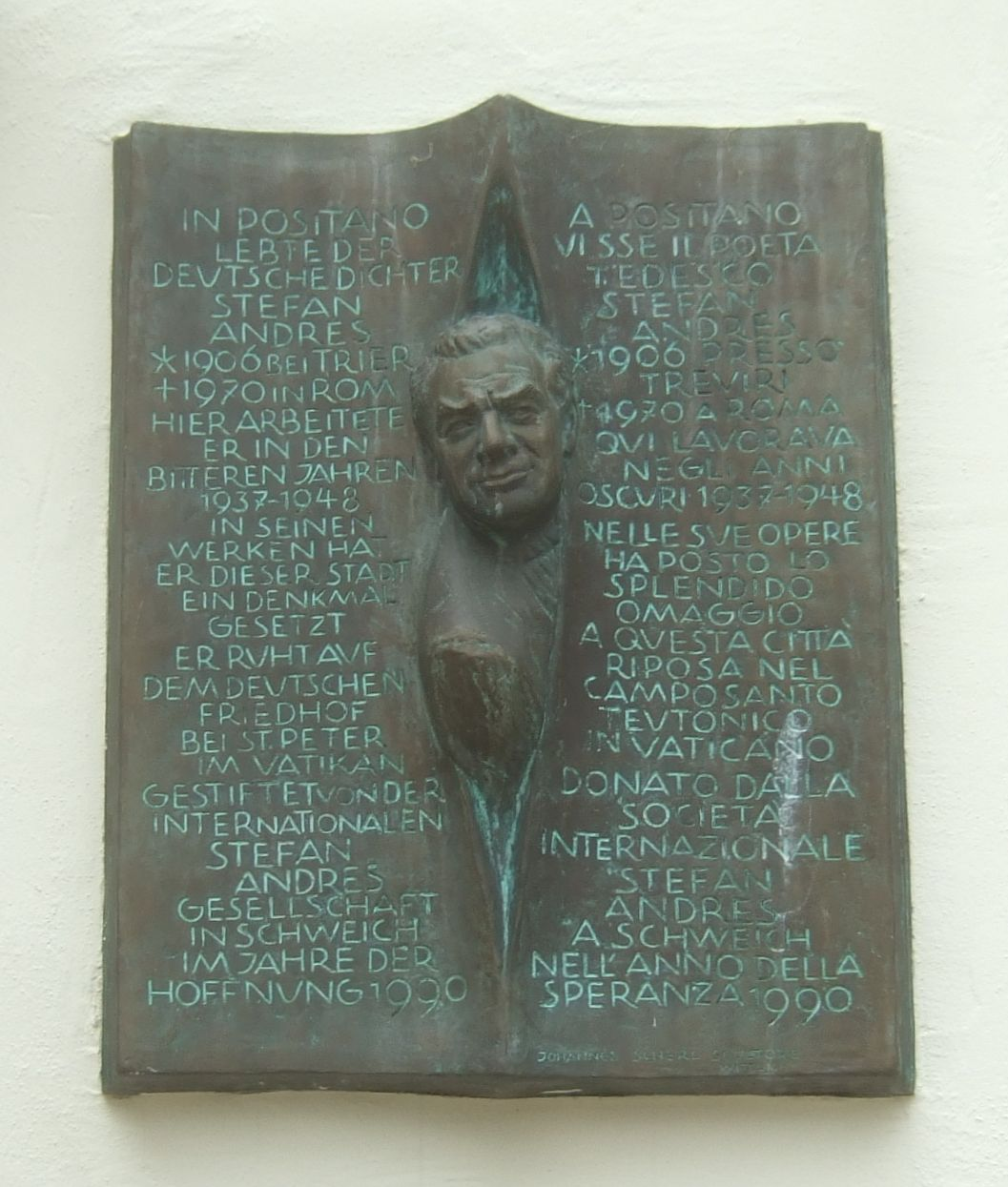

슈테판 안드레스(Stefan Andres, 1906년 6월 26일 ~ 1970년 6월 29일)는 현대독일 작가이다. 노벨 문학상에 지명되었다.
제2차 세계대전 중에는 이탈리아에 망명하고, 전후 귀국(1950)하여 카톨릭시즘의 입장을 취하는 작가로서 그의 풍부한 구상력(構想力)은 높이 평가되고 있다. 1920년 후반부터 상당수의 작품을 저술하고 있으나 주목을 받을 만한 것은 오히려 전후의 작품에 많다. 특히 3부작 장편 <대홍수>(1949-59)는 제3제국시대를 배경으로 한 정치적·풍자적인 대작이다. 단편의 기법에도 뛰어난 걸작이 많다.
그 밖의 작품으로는 장편 <적끼리의 결혼>(1947), <정의의 기사(騎士)>(1948), 자서전적 소설 <샘 속의 소년>(1953), 단편 <우리들은 유토피아>(1943) 등이 있다.